# Victor Gooding
Victor Gooding, född 13 november 1949, är en friidrottare från Barbados. Han deltog vid olympiska sommarspelen 1976.